# 余目村
余目村（あまるめむら）は福島県信夫郡にあった村。現在の福島市北信地区の一部（市内中心部の北方、東北本線東福島駅の西側一帯）にあたる。
現在は福島市立余目小学校等に名をとどめる。

## 地理
- 河川：摺上川

## 歴史
- 1889年（明治22年）4月1日 - 町村制の施行により、南矢野目村、北矢野目村、沖高村、下飯坂村および宮代村の大部分の区域をもって発足。
- 1954年（昭和29年）3月31日 - 福島市へ編入され消滅。旧村域は福島市南矢野目、北矢野目、沖高、下飯坂、宮代となる。

## 交通

### 鉄道路線
- 日本国有鉄道
  - 東北本線
    - 瀬上駅（現・東福島駅） - 住所は大字宮代だが、福島市（旧・鎌田村）との境界上に所在する。

### 道路
- 国道13号（万世大路）

現在は旧村域を東北自動車道が通過するが、当時は未開通。